# Cage of Eden
Cage of Eden o Eden no Ori (エデンの檻?) es un manga escrito e ilustrado por Yamada Yoshinobu. Fue publicado por primera vez en diciembre de 2008 por Shōnen Magazine de la editorial de Kodansha.

## Argumento
La historia gira en torno a Akira Sengoku y sus compañeros, que volviendo por aire de un viaje escolar, se estrellan en una enorme isla habitada por peligrosas especies que se suponen extintas. Perdidos y sin refugio, Akira y sus compañeros recorren la isla en busca de una manera de escapar, teniendo que lidiar en su camino no sólo con hambrientos y feroces monstruos, sino también con otros supervivientes del avión y el creciente misterio que envuelve a la isla la cual está llena de misterios que envuelven un futuro cruel y un pasado desesperante.

## Personajes
Akira Sengoku (仙石 アキ ラ Sengoku Akira?)
De 3º año, clase 4, es el personaje principal de la serie, un joven escolar japonés. Al inicio del manga, es presentado como un espectador, alegre e hiperactivo, además de un poco pervertido, es considerado el payaso de la clase siendo muy travieso y ocasionando problemas a sus profesores a causa de sus actos. Sin embargo, en momentos de peligro es donde surge con valentía en la acción y ayuda a la supervivencia del grupo, de tal manera que rápidamente termina siendo identificado por todos los demás como el líder del grupo. Por una idea de Yarai, uno de sus compañeros sobreviviente del accidente de avión que carga con una reputación aún peor que la suya quiere fundar un país. También parece estar enamorado de Rion, pero no puede expresar sus sentimientos, ya que son amigos desde la infancia. Actualmente está junto a 9 personas de su grupo en una de las 4 torres, la pirámide. Al principio pequeño con apenas 4 miembros (Rion, Kanako, Shirou y él mismo), el grupo que lidera crece cada vez más hasta llegar a contar con más de 80 personas.
Rion Akagami (赤神り おん Akagami Rion?)
Del 3º año, clase 1, es una chica guapa y atlética que es considerada en la escuela como la ídolo número uno, y es parte del Club de Gimnasia. Es amiga de la infancia de Akira y parece estar enamorada de él. Desde que fue reencontrada por Akira en el avión abandonado, ha sido la única de su grupo que a estado siempre junto a él en cada nuevo equipo de exploración o viaje que se formase. Actualmente es una de los 9 miembros que acompañó a Akira a la Pirámide.
Kanako Oomori (Oomori Kanako?)
Es una joven azafata que sobrevive al accidente, y que posee ciertos conocimientos en primeros auxilios y algunas otras cuestiones prácticas. A pesar de que, al principio, se muestra poco inteligente (Ya que reprobó el examen de ingreso 16 veces) en realidad resulta ser bastante lista y útil, teniendo conocimiento de todos los productos químicos que podrían ser utilizados para los primeros auxilios y las heridas más graves. Tímida, risueña e insegura, a medida que avanza la serie va sacando lo mejor de sí, inspirada por la valentía de Akira por quien parece desarrollar ciertos sentimientos románticos. Actualmente es una de los 9 miembros que acompañó a Akira a la Pirámide.
Mariya Shirou (Shirou Mariya?)
Del 3º año, clase 4, es uno de los compañeros de Akira y la primera persona con la que este se reencuentra en la isla luego del accidente, un chico serio de pocas palabras con un alto coeficiente intelectual al que se considera prodigio de la escuela. Está muy bien informado sobre los animales prehistóricos que habitan la isla y tiene acceso a una base de datos científicos gracias al ordenador portátil que lleva con él y que recarga gracias a un cargador manual, también portátil. Una especie de consejero de Akira así como su mano derecha, un verdadero genio, que repetidamente da el comentario más lógico y acertado en cada situación. En ausencia de Akira (en viaje de exploración con un grupo pequeño de 10 personas a la Pirámide) se convierte en el líder temporal de los que se quedan en el refugio de la cruz hasta el regreso de aquel.
Kazuma Zaji (Zaji Kazuma?)
Del 3º año, clase 3, es un compañero de clase en la escuela de Akira. Aparece en un inicio como un delincuente juvenil, pervertido, bromista e irresponsable, tendiendo a ser también algo emocional (llega incluso a entrar en pánico y golpear a Yoshimoto cuando estaba equivocado sobre los monstruos). Fue amigo de Yoshimoto durante la niñez, cosa que cambió una vez que ambos ingresaron a la escuela secundaria y sus notas cayeron. Aunque parece retomar su amistad con él luego del accidente, viene a descubrir que Yoshimoto en realidad le utilizaba, planeando apoderarse de la embarcación que estaban construyendo para escapar de la isla. Luego del incidente, decide unirse al grupo de Akira, ganándose la amistad de éste y convirtiéndose en uno de los pilares del grupo. Luego de pelear codo a codo junto con sus compañeros para seguir a eiken, confiesa su amor a Oomori y luego de salvar a Oomori de una muerte segura y gravemente herido, desaparece, desconociéndose si sobrevive.
Kouhei Arita (Arita Kouhei?)
De 3º año, clase 2. Apuesto y popular, es un atleta natural y la estrella del equipo del voleibol de la escuela, además de ser el mejor amigo de Akira. Carismático y noble en un inicio, su personalidad empieza a cambiar en su nuevo entorno, tornándose retorcida y homicida, llegando al punto de apuñalar al piloto del avión. se había creído que había muerto en la inundación en las cavernas, pero reapareció en la lucha contra la quimera y él se enfrentó contra otra quimera el solo.
Kouichi Yarai (Yarai Kouichi?)
De 3º año, clase 4, es un chico duro de la escuela de Akira que parece intimidar a los otros chicos y carga con una terrible reputación. Hábil, fuerte y pragmático, se mantiene ecuánime pese al generalizado pánico inicial e incluso encuentra interesante su nueva situación, dedicándose a recorrer la isla sin descanso con miras a desentrañar el misterio que la envuelve para poder salvar a todos. Aunque no es parte del grupo de Akira, desarrolla una especie de amistad con él en los contados encuentros que llegan a tener, llegando a sugerirle que se convierta en el "rey" de los sobrevivientes y funde un país para poder garantizar la supervivencia de los demás. Su propio grupo era inicialmente formado por él, Motoko y tres chicos, más estos últimos murieron desafortunadamente luego del primer encuentro con el grupo de Akira. De momento su grupo actual grupo está compuesto por Motoko y tres chicas, entre ellas la "princesa" Saki, que está perdidamente enamorada de él desde hace mucho. Se dirija hacia la pirámide.
Koto Eiken (Eiken Koto?)
De 3º año, clase 4. Un muchacho nervioso que trae una cámara fotográfica en el viaje de campo. Se había previsto inicialmente para registrar los acontecimientos de la caída del avión, pero después de la muerte del piloto, su cámara fue adquirida por Rion. Se ha reencontrado con Akira y su grupo.
Motoko Kurusu (Kurusu Motoko?)
Es una joven maestra de la escuela de Akira. Amable y positiva, tiene una gran relación con sus alumnos, a quienes siempre identifica por sus cualidades. Siente una gran admiración por Yarai como líder natural que es, y no duda en seguirlo por toda la isla, desarrollando una relación tan cercana que las demás chicas del grupo se preguntan si no habrá alguna especie de romance entre ellos, cosa que hace sentir celos a Saki. Tiene una enfermedad extraña, y por ello Yarai decide llevarla con el cirujano de la pirámide.
Hades (?)
Es un estudiante misterioso y mentalmente perturbado que se denomina a sí mismo como el “Señor de Hades” y cubre su identidad con una máscara de recuerdo comprada de Guam. Maneja la teoría de que el lugar donde han caído es una especie de liberación, pues no hay leyes que aten a nadie y no existe, por tanto el bien ni el mal. Tiene intención de eliminar a todos y cada uno de los supervivientes del accidente para demostrarse a sí mismo ser el más apto de todos, y es también el principal responsable de la brutal transformación psicológica de Arita, instigándolo a matar repetidas veces para que pueda mantener en secreto el hecho de haber sido él quien asesinó al piloto del avión.